# Michał Wójcik
Michał Marek Wójcik (Cracóvia, 17 de Abril de 1971) é um político da Polónia. Ele foi eleito para a Sejm em 25 de Setembro de 2005 com 7428 votos em 30 no distrito de Rybnik, candidato pelas listas do partido Prawo i Sprawiedliwość.